# POLR3H
POLR3H (англ. RNA polymerase III subunit H) – білок, який кодується однойменним геном, розташованим у людей на довгому плечі 22-ї хромосоми. Довжина поліпептидного ланцюга білка становить 204 амінокислот, а молекулярна маса — 22 918.
| 10         |  | 20         |  | 30         |  | 40         |  | 50         |
| ---------- |  | ---------- |  | ---------- |  | ---------- |  | ---------- |
| MFVLVEMVDT |  | VRIPPWQFER |  | KLNDSIAEEL |  | NKKLANKVVY |  | NVGLCICLFD |
| ITKLEDAYVF |  | PGDGASHTKV |  | HFRCVVFHPF |  | LDEILIGKIK |  | GCSPEGVHVS |
| LGFFDDILIP |  | PESLQQPAKF |  | DEAEQVWVWE |  | YETEEGAHDL |  | YMDTGEEIRF |
| RVVDESFVDT |  | SPTGPSSADA |  | TTSSEELPKK |  | EAPYTLVGSI |  | SEPGLGLLSW |
| WTSN       |  |            |  |            |  |            |  |            |

A: Аланін

C: Цистеїн

D: Аспарагінова кислота

E: Глутамінова кислота

F: Фенілаланін

G: Гліцин

H: Гістидин

I: Ізолейцин

K: Лізин

L: Лейцин

M: Метіонін

N: Аспарагін

P: Пролін

Q: Глутамін

R: Аргінін

S: Серин

T: Треонін

V: Валін

W: Триптофан

Задіяний у таких біологічних процесах, як імунітет, вроджений імунітет, транскрипція, противірусний захист, альтернативний сплайсинг. 
Локалізований у ядрі.